# Лоузно
Ло́узно — деревня в Фалилеевском сельском поселении Кингисеппского района Ленинградской области.

## История
Впервые упоминается в Писцовой книге Водской пятины 1500 года как деревня Лоузно в Егорьевском Ратчинском погосте Ямского уезда.
Затем как деревня Lousna by в Ратчинском погосте в шведских «Писцовых книгах Ижорской земли» 1618—1623 годов.
На карте Ингерманландии А. И. Бергенгейма, составленной по шведским материалам 1676 года, она обозначена как деревня Lausinaby.
На шведской «Генеральной карте провинции Ингерманландии» 1704 года — как деревня Lausina
Как деревня Лаусина она упомянута на «Географическом чертеже Ижорской земли» Адриана Шонбека 1705 года.
На карте Санкт-Петербургской губернии Ф. Ф. Шуберта 1834 года обозначена деревня Лоузно,  состоящая из 22 крестьянских дворов.

ЛОУЗНО — деревня принадлежит генерал-майору Берхману, число жителей по ревизии: 56 м. п., 86 ж. п. (1838 год)

Деревня Лоузна из 22 дворов отмечена на карте профессора С. С. Куторги 1852 года.

ЛОУЗНА — деревня наследников генерал-майора Берхмана, 10 вёрст по почтовой дороге, а остальное по просёлкам, число дворов — 17, число душ — 48 м. п. (1856 год)

ЛОУЗНО — деревня, число жителей по X-ой ревизии 1857 года: 39 м. п., 51 ж. п., всего 90 чел.

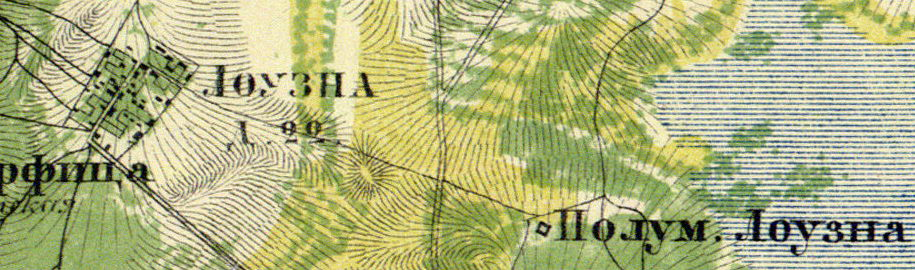
Деревня Лоузно на карте 1860 года

Согласно «Топографической карте частей Санкт-Петербургской и Выборгской губерний» в 1860 году деревня называлась Лоузна и насчитывала 22 двора, к востоку от деревни располагался полумызок Лоузна.

ЛОУЗНА — деревня владельческая при пруде, число дворов — 17, число жителей: 45 м. п., 40 ж. п. (1862 год)

В 1873—1875 годах временнообязанные крестьяне деревни выкупили свои земельные наделы у С. К. Траубенберг, А. К. Пророич, Э. К. Гернет, Э. К. Бернхман и стали собственниками земли.

ЛОУЗНО — деревня, по земской переписи 1882 года: семей — 23, в них 54 м. п., 97 ж. п., всего 121 чел.

ЛОУЗНО — деревня, число хозяйств по земской переписи 1899 года — 25, число жителей: 55 м. п., 61 ж. п., всего 116 чел.;
 разряд крестьян: бывшие владельческие; народность: русская

В конце XIX — начале XX века деревня административно относилась к Ратчинской волости 2-го стана Ямбургского уезда Санкт-Петербургской губернии.
По данным «Памятной книжки Санкт-Петербургской губернии» за 1905 год мыза «Утешенье» и отрез земли при деревне Лоузно общей площадью 2581 десятина принадлежали вдове генерал-майора Екатерине Карловне Трувеллер, а также отрез земли от деревни Лоузна площадью 50 десятин принадлежал статскому советнику Фёдору Ивановичу Блоку.
С 1917 по 1923 год деревня Лоузно входила в состав Лоузского сельсовета Ратчинской волости Кингисеппского уезда.
С 1923 года в составе Котельской волости.
С 1924 года в составе Ратчинского сельсовета.
Согласно данным переписи населения СССР 1926 года в деревне Лоузно проживали 153 человека — большинство русские, а также эстонцы и финны.
С 1927 года в составе Котельского района.
Согласно топографической карте 1930 года деревня называлась Лоузна и насчитывала 25 дворов, в центре деревни находилась часовня.
С 1931 года в составе Кингисеппского района.
По данным 1933 года деревня Лоузно входила в состав Ратчинского сельсовета Кингисеппского района.

План деревни Лоузно. 1938 год

Согласно топографической карте 1938 года деревня называлась Лоузна и насчитывала 36 дворов, в центре деревни находилась часовня.
C 1 августа 1941 года по 31 января 1944 года деревня находилась в оккупации.
С 1954 года в составе Удосоловского сельсовета.
По данным 1966, 1973 и 1990 годов деревня находилась в составе Кайболовского сельсовета.
В 1997 году в деревне Лоузно проживали 6 человек, деревня входила в состав Кайболовской волости с административным центром в деревне Домашово, в 2002 году также 6 человек (все русские), в 2007 году — 3 человека.

## География
Деревня расположена в восточной части района на автодороге 41К-613 (подъезд к дер. Лоузно), к западу от автодороги 41К-111 (Перелесье — Гурлёво).
Расстояние до административного центра поселения — 7 км.
Расстояние до ближайшей железнодорожной платформы Куммолово — 13 км.

## Демография
| 1862 | 2007 | 2010 | 2017 |
| ---- | ---- | ---- | ---- |
| 85   | ↘3   | ↗8   | ↘2   |

### Национальный состав
Согласно данным Всероссийской переписи населения 2021 года в деревне проживали 4 человека, все русские.